# Tristana
Tristana ist ein spanisches Filmdrama von Luis Buñuel aus dem Jahr 1970. Es ist neben Nazarín die zweite Verfilmung Bunuels nach einer Vorlage von Benito Pérez Galdós. Der Film war 1971 für den Oscar in der Kategorie Bester fremdsprachiger Film nominiert.

## Handlung
Die Mutter von Tristana stirbt, und Don Lope, sowohl ein Lebemann und Don Juan als auch ein aufgeklärter, atheistischer, sozial engagierter, aber auch verarmter Bourgeois, adoptiert sie; sie zieht zu ihm und seiner Haushälterin Saturna. Er verkauft den Nachlass von Tristanas Mutter, um schnell zu Geld zu kommen. Tristana träumt vom geköpften Lope. Er eröffnet ihr, dass er sie nicht nur als Tochter, sondern auch als Frau sieht, und nimmt sie sich als Geliebte, dennoch sei sie eine „freie Frau“. Bald versucht sie sich ihm zu entziehen – sie stellt ihr Bett von seinem weg – und stürzt sich in eine Beziehung mit Horacio, einem jungen Maler; die beiden fahren schließlich in eine andere Stadt. 
Zwei Jahre sind vergangen, und Horacio bringt Tristana zurück zu Lope, für immer, wie sie meint. Dieser hat inzwischen ein großes Erbe durch den Tod seiner Schwester erhalten. Tristana ist schwer krank, und es muss ihr ein Unterschenkel amputiert werden. Tristana verhärmt zusehends, der Priester überredet sie allerdings, Don Lope zu heiraten. Sie verweigert Lope die Hochzeitsnacht. Die Jahre vergehen, und Lope ist alt und krank geworden. In einer Winternacht – nachdem Tristana wieder vom geköpften Lope geträumt hat – ruft er sie zu Hilfe, sie solle den Arzt rufen. Dieses Telefonat täuscht Tristana nur vor, öffnet noch dazu das Fenster im Schlafzimmer des delirierenden Lope; dieser stirbt.

## Kritiken

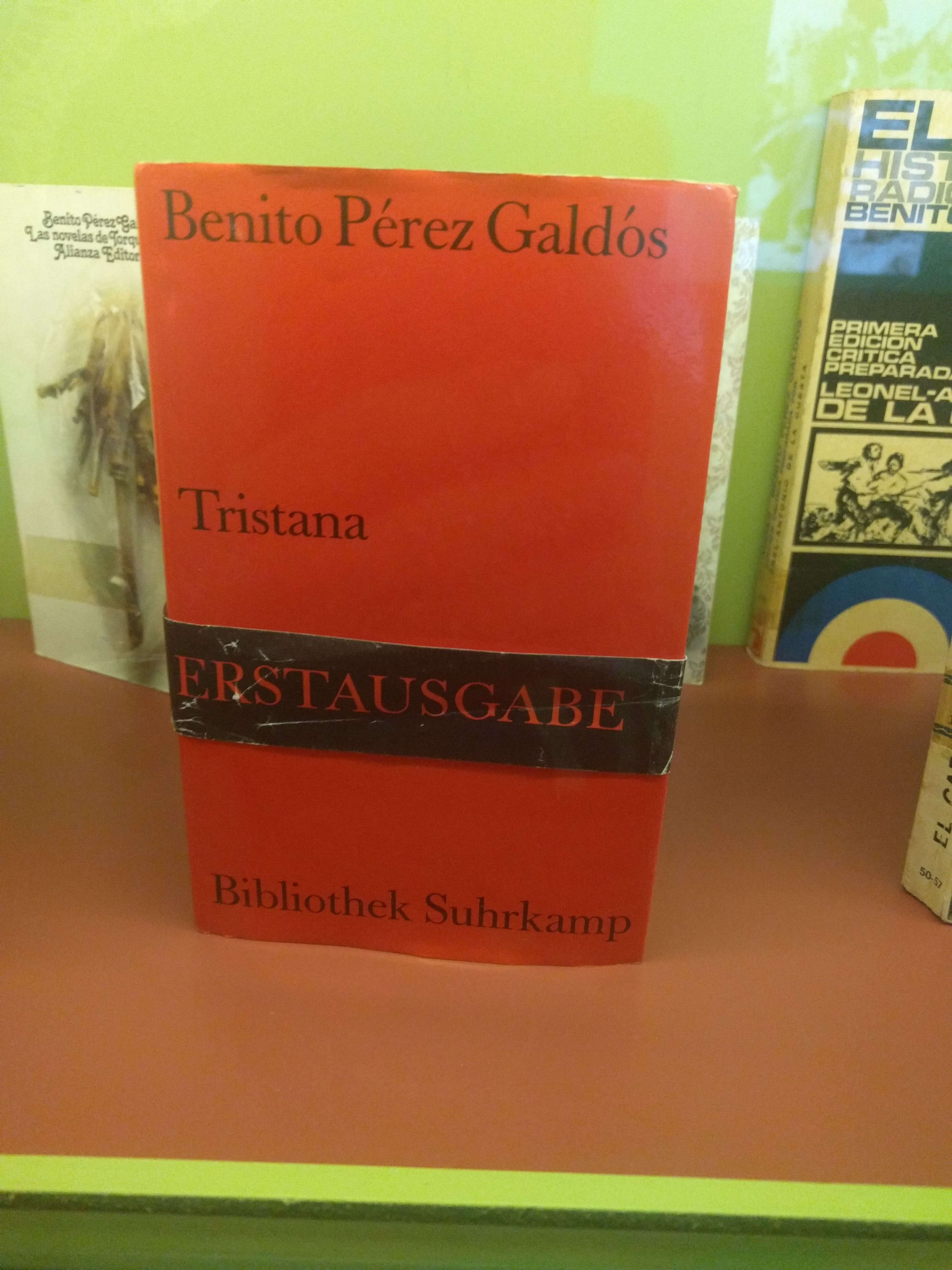
Ausgabe des Romans auf Deutsch. Casa-Museo Pérez Galdós.

„Buñuels einfühlsame und zugleich bittere, sehr komplexe und inszenatorisch virtuose Umgestaltung des Romans von Galdós aus dem Jahr 1892, in der er seziert und diagnostiziert, auf eine Therapie aber verzichtet. Für ihn sind die Personen des Spiels völlig abhängig von der gesellschaftlichen Situation, in der sie sich befinden. Diese geißelt er, jene aber zeichnet er mit Feingefühl und Verständnis, fern jeder Schwarzweißmalerei. Die Auseinandersetzung mit den geistigen Hintergründen kreist um Gerechtigkeit, Freiheit, Liberalismus und Christentum.“

## Synchronisation
| Rolle        | Darsteller        | Synchronsprecher       |
| ------------ | ----------------- | ---------------------- |
| Tristana     | Catherine Deneuve | Uta Hallant            |
| Don Lope     | Fernando Rey      | Ernst Wilhelm Borchert |
| Saturna      | Lola Gaos         | Tilly Lauenstein       |
| Horacio      | Franco Nero       | Christian Wolff        |
| Don Cosme    | Antonio Casas     | Klaus Miedel           |
| Don Ambrosio | Vicente Soler     | Konrad Wagner          |
| Dr. Miquis   | Fernando Cebrián  | Claus Jurichs          |